# Marilú López
María Guadalupe López Flores, conocida como Marilú López (Los Ángeles, 12 de febrero de 1964), es una especialista y autora en gestión de datos mexicana. Promotora de la gestión de datos en México y Latinoamérica, se ha desempeñado principalmente en el ambiente financiero.

## Biografía
Marilú López nació en Los Ángeles, California en el seno de una familia de migrantes mexicanos. Su familia regresó a México cuando ella tenía 4 años de edad. Estudió la preparatoria en la Escuela Nacional Preparatoria 5, se tituló como Ingeniera en Sistemas por la Universidad Nacional Autónoma de México en 1987, y obtuvo su  Maestría en Dirección de Empresas por el Instituto Panamericano de Alta Dirección de Empresa en 1998.
Laboró en Grupo Financiero Banamex de 1986 a 2019, donde inició sus actividades en la gestión de datos a partir de 2009. En Banamex lideró la creación de la primera Oficina de Gobierno de Datos  y la implementación de una plataforma tecnológica para la gestión de metadatos y calidad de datos.
En mayo de 2016 fundó el Capítulo México de la Data Management Association (DAMA), asociación internacional dedicada a promover conceptos y prácticas sobre gestión de datos, de la cual ejerció como presidenta hasta diciembre de 2019. Fungió como coordinadora regional de DAMA Internacional para Latinoamérica durante 2019 y 2020. Desde enero de 2021 se desempeña como presidenta del Concejo de Capítulos. Tras iniciar labores en DAMA, se ha dedicado a impartir ponencias, cursos, conferencias y entrevistas sobre diferentes aspectos de gestión de datos, gobierno de datos, y arquitectura empresarial, tales como los impactos sociales y éticos del desarrollo de la ciencia de datos.
Durante 2020 y 2021 fungió como instructora en español y socia para Latinoamérica de FIT Academy, una academia de tecnología en línea fundada por Antonino Letteriello, coordinador regional de DAMA Internacional para Europa, Medio Oriente y Asia.
En 2022 fundó la empresa de consultoría SEGDA (Servicios de Estrategia y Gestión de Datos Aplicada). Ese mismo año, SEGDA dio inicio al estudio " Situación de la Gestión de Datos y su vinculación con la Estrategia de Datos en América Latina" en colaboración con la UPAEP.
En 2023, López publicó su primer libro, titulado Data Strategies for Data Governance, en el cual planeta el Método PAC (Pragmático, Ágil y Comunicable) para obtener éxito en el gobierno de datos a través de una estrategia integral dentro de una organización.

## Obras publicadas
- Sebastian-Coleman, Laura, ed. (2023). Data Strategies for Data Governance. Sedona: Technics Publications. ISBN 9781634623797.